# Немања Рнић
Немања Рнић (Београд, 30. септембар 1984) је бивши српски фудбалер који је играо у одбрани.

## Клупска каријера
Дебитовао је у првом тиму београдског Партизана у сезони 2003/04. Крајем јула 2005. сломио је потколеничну кост десне ноге после дуела на тренингу са нигеријским нападачем Обиором Одитом. Поред фибуле, Рнићу су страдали и лигаменти скочног зглоба, па је након рехабилитације пропустио целу јесењу полусезону.
Након што је са „црно-белима“ освојио дуплу круну (првенство и куп), у летњем прелазном року 2008. постиже договор са белгијским Андерлехтом и потписује уговор на три године уз могућност продужетка на још једну годину. У Андерлехт је прешао без обештећења, јер није претходно продужио уговор са црно-белима. По доласку у Андерлехт уместо на терену завршио на клупи, а неретко утакмице посматрао и са трибина. У фебруару 2011. напушта Андерлехт, јер више није могао да чека шансу у тиму шампиона Белгије, и одлази на позајмицу у Жерминал Бершот до краја сезоне.
Крајем јула 2011. се враћа у београдски Партизан са којим осваја титулу првака Србије, а након што му је истекао уговор са црно-белима, неколико месеци је форму одржавао на тренинзима Рада. У марту 2013. договорио је сарадњу са Говерлом, претпоследњом екипом шампионата Украјине.
Од августа 2013. брани боје аустријског бундеслигаша Волфсбергера.

## Репрезентација
Одиграо је 20 утакмица за младу репрезентацију Србије са којом је учествовао на Европском првенству 2006. у Португалу. Такође је играо наредне године на Европском првенству у Холандији где је Србија освојила друго место.
За сениорску репрезентације Србије одиграо је три утакмице. Дебитовао је 8. јуна 2005. против Италије (1:1) у Торонту, а последњи пут је наступио у дресу Србије у марту 2008. против Украјине (0:2) у Кијеву.

## Трофеји

### Партизан
- Првенство Србије и Црне Горе (1): 2004/05.
- Суперлига Србије (2): 2007/08, 2011/12.
- Куп Србије (1): 2007/08.

### Андерлехт
- Првенство Белгије (1): 2009/10.
- Суперкуп Белгије (1): 2010.